# Friedrich Baur (Jurist)
Friedrich Gottlob Ludwig Baur (* 4. Mai 1829 in Hausen an der Lauchert; † 11. Juli 1893 in Reutlingen) war ein württembergischer Jurist und Politiker.

## Familie
Friedrich Baur war der Sohn des Pfarrers Johann Georg Friedrich Baur (1800–1868) in Hausen und der Karoline geb. Eble († 1845).

## Beruf
Er war Rechtsanwalt in Reutlingen. Von 1858 bis 1869 arbeitete er als Kirchen- und Schulpfleger, seit 1867 war er Sekretär bei der Handelskammer Reutlingen und Vorstand des Reutlinger Gewerbevereins. 

## Politik
1872 und 1873 war Baur Obmann des Bürgerausschusses in Reutlingen und seit 1875 Mitglied des Gemeinderats. Er wurde 1882 im Wahlkreis Reutlingen (Stadt) in den württembergischen Landtag gewählt, 1889 verteidigte er sein Mandat sehr deutlich gegen den sozialdemokratischen Bewerber Karl Kloß. Er übte das Mandat bis zu seinem Tod aus.

## Ehrungen
Friedrich Baur  erhielt die Kriegsgedenkmünze von 1870/71 für Nichtkombattanten, außerdem die Große Goldene Medaille für Gewerbe und Handel sowie die Jubiläumsmedaille.